# Бако, Мишель

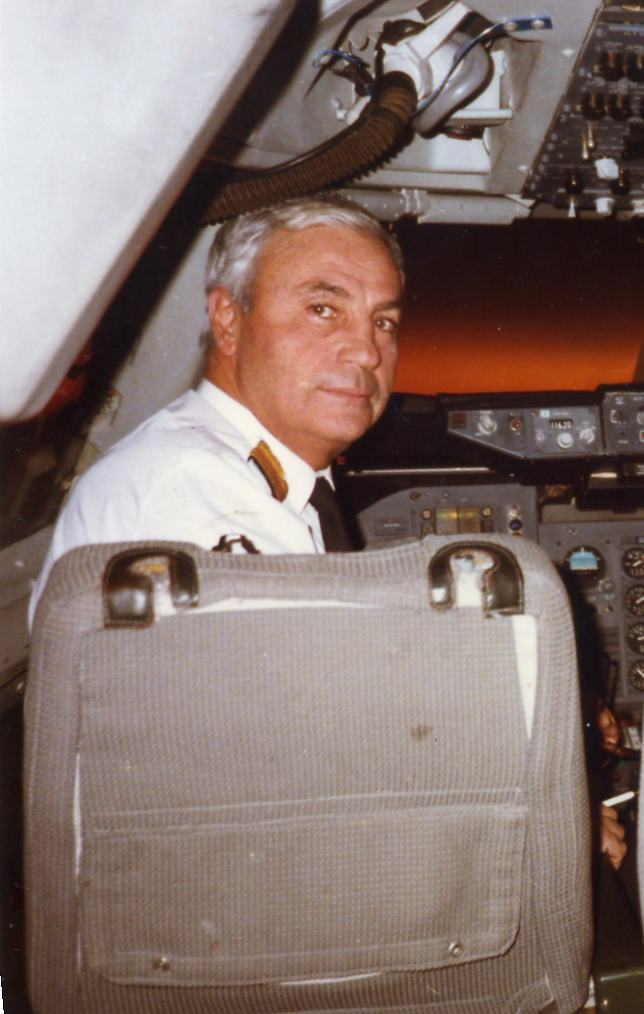
Капитан Мишель Бако

Мише́ль Бако́ (фр. Michel Bacos; 3 мая 1924 — 26 марта 2019) — пилот французской авиакомпании Air France. Был капитаном рейса 139 авиакомпании Air France, когда 27 июня 1976 года рейс был захвачен палестинскими и немецкими террористами, принадлежащими к Народному фронту освобождения Палестины. Угон был частью международной кампании палестинского терроризма.
Бако был награждён высшей наградой Франции — Национальным орденом Почётного легиона и медалью израильского правительства. Поводом для вручения наград стал отказ покинуть еврейских пассажиров рейса, когда террористы отпустили своих нееврейских заложников и предложили освободить Бако и его экипаж.

## Биография
Мишель Бако вырос в Порт-Саиде, Египет, где его отец работал адвокатом. В семнадцать лет он вступил в ряды Сражающейся Франции генерала де Голля, а в 1943 году перевёлся в Военно-морские силы.
Был направлен на военно-морскую авиационную станцию Корпус-Кристи (англ. Naval Air Station Corpus Christi) в Техасе после окончания которой стал пилотом морской авиации. В 1955 году поступил на службу в авиакомпанию Air France в качестве пилота. Именно здесь он встретил свою жену, немку Розмари, которая в то время работала стюардессой.

## Угон самолёта
27 июня 1976 года Бако пилотировал самолёт Airbus A300, следовавший транзитным рейсом Афины — Париж (с вылетом из Тель-Авива). Через несколько минут после начала полёта Бако услышал крики и быстро понял, что самолёт угоняют. Бако под дулом пистолета заставили изменить маршрут полёта. Позже он вспоминал: «Террорист постоянно направлял свой пистолет мне в голову и время от времени тыкал меня в шею, чтобы я не смотрел на него. Мы могли только подчиняться приказам террористов». Бако был вынужден повернуть самолёт на юг, в Бенгази, для дозаправки, а затем лететь в юго-восточном направлении. Он посадил самолёт в Энтеббе, когда топлива оставалось всего на 20 минут.
Террористы освободили 148 пассажиров-неевреев и предложили освободить Бако и его экипаж, но члены экипажа посчитали своим долгом остаться в самолёте и отказались покинуть его. Заложники были освобождены в ходе рейда израильского спецназа, известного как операция «Энтеббе», а Бако получил контузию во время операции по освобождению заложников. После захвата самолёта Бако взял двухнедельный отпуск и попросил, чтобы его первый обратный рейс был в Израиль.

## Жизнь после угона
В 1976 году президент Валери Жискар д'Эстен наградил Бако высшей наградой Франции — Национальным орденом Почётного легиона. Израильское правительство наградило Бако и его экипаж медалями за героизм, за отказ оставить еврейских пассажиров в экстремальной ситуации. В июне 2008 года Бако был награждён Международной организацией Бнай Брит «Ménoras d’Or» (Золотая Менора) в Каннах, Франция.
Бако вышел на пенсию из авиакомпании Air France в 1982 году и проживал в Ницце, Франция, со своей женой. В 2016 году Американский еврейский конгресс присудил Бако награду за моральное мужество. На момент своей смерти 26 марта 2019 года Бако проживал в Ницце. На его похоронах звучал гимн Израиля. Мэр Ниццы Кристиан Эстрози отметил заслуги Бако, сказав: «Мишель, мужественно отказавшись уступить антисемитизму и варварству, оказал высокую честь Франции. Любовь к Франции и защита свобод стали его земным предназначением».

## Галерея

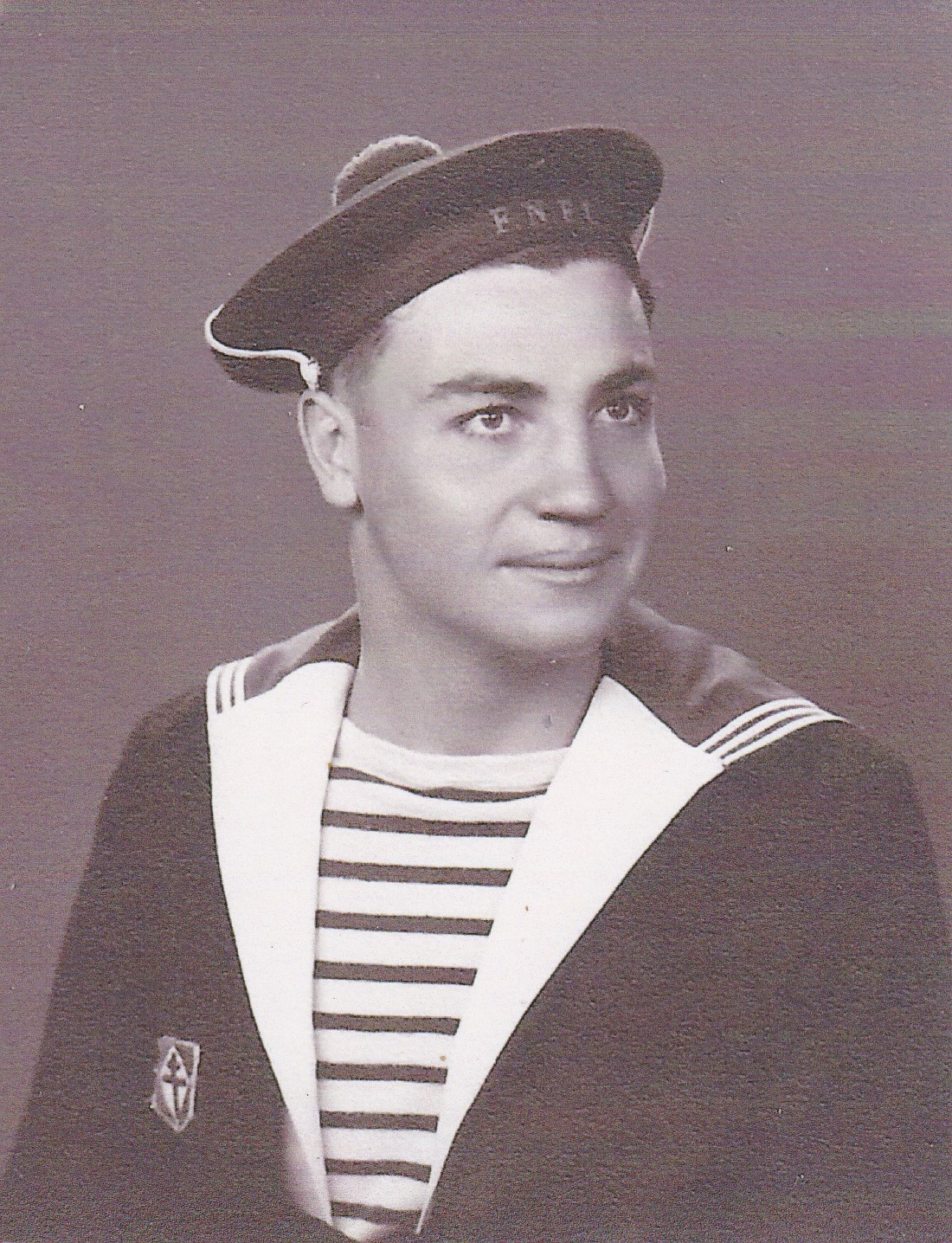
Мишель Бако - ВМС Франции
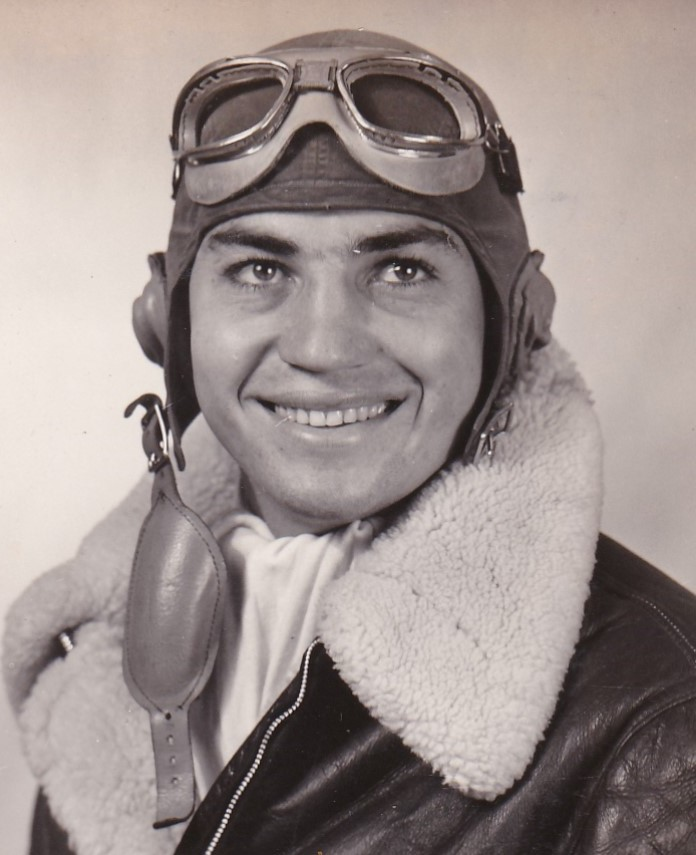
Мишель Бако во время обучения на базе в Техасе